# Pîrohivka, Bahmaci
Pîrohivka (în ucraineană Пирогівка) este un sat în comuna Krasne din raionul Bahmaci, regiunea Cernihiv, Ucraina.

## Demografie
Componența lingvistică a localității Pîrohivka
     Ucraineană (100%)
Conform recensământului din 2001, toată populația localității Pîrohivka era vorbitoare de ucraineană (100%).